# Rohaniella (vlinders)
Rohaniella is een geslacht van vlinders van de familie nachtpauwogen (Saturniidae), uit de onderfamilie Saturniinae.

## Soorten
- R. guineensis Bouvier, 1927
- R. pygmaea (Maassen & Weyding, 1885)